# Anna Laughlin
Anna Laughlin (Sacramento, 11 ottobre 1885 – New York, 6 marzo 1937) è stata un'attrice statunitense teatrale e cinematografica.

## Biografia
Attrice teatrale, il suo nome appare negli spettacoli di Broadway dal 1900.
Fu, a sedici anni, la prima interprete del personaggio di Dorothy, la protagonista di The Wizard of Oz, il musical del 1902 che metteva in scena le avventure di una bambina nell'immaginario regno di Oz, creato dalla fantasia di L. Frank Baum. Lavorò anche per il cinema, dove approdò nel 1913. In due anni, dal 1913 al 1915, girò diciotto film in ruoli minori. Sua figlia, Lucy Monroe, diventò anche lei attrice e prese parte ad alcune produzioni di Broadway negli anni venti e trenta.
Anna Laughlin morì a New York nel 1937 all'età di 51 anni.

## Spettacoli teatrali (Broadway)
- The Belle of Bohemia (Casino Theatre, 24 set - 10 nov 1900)
- The New Yorkers (Herald Square Theatre, 7 ott - 30 nov 1901)
- The Wizard of Oz, di L. Frank Baum (Majestic Theatre, 20 gen - 3 ott 1903, 21 mar - 1 mag 1904; New York Theatre, 2-21 mag 1904; Academy of Music, 7 nov - 31 dic 1904, 30 ott - 25 nov 1905)
- His Majesty (Majestic Theatre, 19 mar - 7 apr 1906)
- The Top o' th' World (Majestic Theatre, 19 ott 1907 - 2 feb 1908; Casino Theatre, 3-22 feb 1908)
- Mama's Baby Boy (Broadway Theatre, 25 mag - 1 giu 1912)
- When Claudia Smiles (39th Street Theatre, 2-22 feb 1914; Lyric Theatre, 23 feb - 21 mar 1914)

## Filmografia
La filmografia è completa. Quando manca il nome del regista, questo non viene riportato nei titoli
- The Rebellious Pupil (1913)
- The Flirt (1913)
- The Bracelet (1913)
- Her Father's Daughter (1913)
- For Another's Crime (1913)
- Two Girls of the Hills (1913)
- Slim Hogan's Getaway, regia di Thomas R. Mills (1914)
- The Hidden Clue (1914)
- The Janitor (1914)
- The Greyhound, regia di Lawrence B. McGill (1914)
- Northern Lights, regia di Edgar Lewis (1914)
- The Ordeal, regia di Will S. Davis (1914)
- The Amazing Mr. Fellman, regia di Lawrence B. McGill (1915)
- Fair, Fat and Saucy (1915)
- Victor's at Seven, regia di C.J. Williams (1915)
- Crooky, regia di C.J. Williams (1915)
- The Crown Prince's Double, regia di Van Dyke Brooke (1915)
- What Happened to Father, regia di C.J. Williams (1915)